# Scotopteryx graslinaria
Scotopteryx graslinaria là một loài bướm đêm trong họ Geometridae.